# Делаж, Мари-Ив
Ив Делаж (фр. Yves Delage; 13 мая 1854, Авиньон, Франция — 7 октября 1920, Со) — французский зоолог и экспериментатор в области эмбриологии.

## Биография
Родился 13 мая 1854 года в Авиньоне. С 1901 по 1920 год являлся членом Парижской АН.
Скончался 7 октября 1920 года в Со.

## Научные работы
Основные научные работы посвящены морфологии различных групп беспозвоночных.
- Проводил экспериментальные исследования процессов оплодотворения и партеногенеза.
- 1901 год — Совместно с Э. Эруаром написал многотомный труд «Руководство по частной зоологии».
- Иву Делажу удалось добиться развития морского ежа от искусственно оплодотворённой икры до взрослого состояния.

## Членство в организациях
- Иностранный член-корреспондент Петербургской АН (1901-20).